# Huệ An Nữ

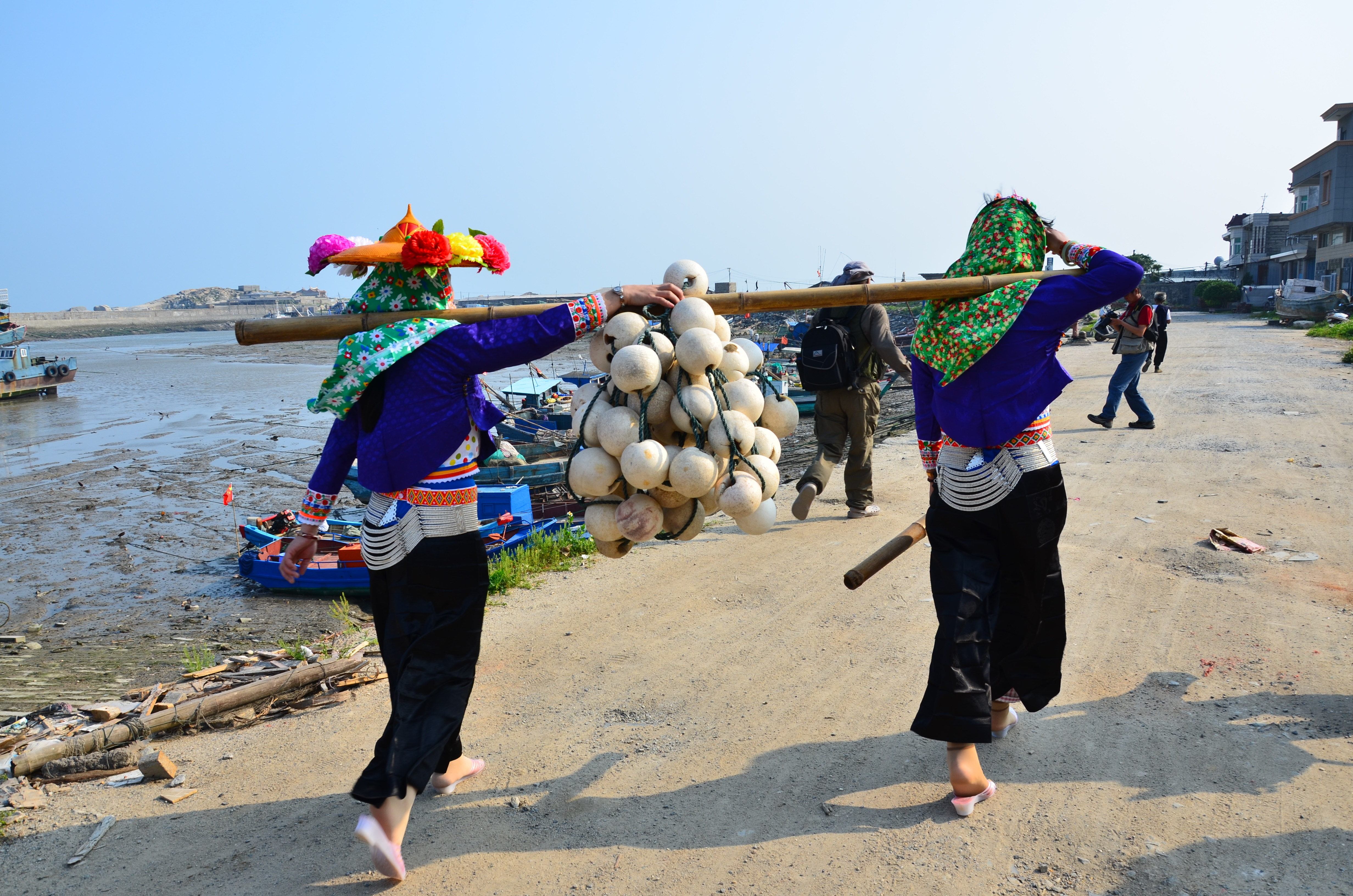
Huệ An Nữ

Huệ An Nữ (chữ Hán: 惠安女) là một nhóm dân tộc sống ở huyện Huệ An, thành phố Tuyền Châu, tỉnh Phúc Kiến, Trung Quốc. Họ được phân vào nhóm dân tộc Hán, nhưng lại tự nhận là người Mân Việt. Địa thế cách biệt của bán đảo phía đông Huệ An giúp người Huệ An Nữ tránh sự giao thoa văn hóa với người Hán, vì thế nhiều phong tục tập quán đặc trưng của họ vẫn còn được truyền lại đến ngày nay.
Người Huệ An Nữ nổi tiếng vì tính chăm chỉ và tốt bụng. Phụ nữ làm hầu hết công việc nhà, đồng áng, sửa chữa đường sá khi chồng họ đánh cá ngoài biển khơi.

## Văn hóa

### Trang phục
Người Huệ An Nữ mặc áo cánh ngắn màu xanh biển, hở bụng, và quần đen bó sát người, ống quần loe ở phía dưới. Áo cánh ngắn bó sát của họ giống như của người Thái ở Tây Song Bản Nạp. Họ choàng đầu bằng khăn choàng sặc sỡ. Người Huệ An Nữ đội nón lá, gần giống như người Lê và người Kinh. Vào mùa lễ hội, họ búi tóc thành hình cánh bướm, đó chính là một trong những con vật linh thiêng đối với dân tộc họ ngày xưa (từng thuộc nước Mân Việt).

### Hôn nhân
Người Huệ An Nữ có những tập tục đặc trưng về hôn nhân. Những cặp vợ chồng mới cưới không được gần nhau vào đêm tân hôn, chú rể phải ở nhà của bạn chú rể. Ngày hôm sau, cô dâu tặng tiền cho gia đình chú rể để tỏ lòng tôn kính và tặng quà cho người già. Vào ngày thứ ba, chị em ruột của chú rể dẫn cô dâu đến giếng làng rồi kéo hai gầu nước. Sau năm ngày thực hiện các nghi lễ, cô dâu trở về nhà ba mẹ đẻ. Cô dâu và chú rể bị cấm sống cùng một nhà, thậm chí là nói chuyện với nhau cho đến khi cô dâu sinh con đầu lòng.
Tuy nhiên, ngày nay, phụ nữ dân tộc này tiếp xúc với bên ngoài nhiều hơn và tuân thủ theo Luật Hôn Nhân nên các thế hệ trẻ ngày nay thường từ chối tuân theo các tập tục truyền thống kể trên.